# Reb Brown
Reb Brown, właśc. Robert Brown (ur. 29 kwietnia 1948 w Los Angeles) – amerykański aktor filmowy i telewizyjny, który zdobył popularność w latach 70.

## Życiorys

### Wczesne lata
Urodził się w Los Angeles w Kalifornii. Jego ojciec był policjantem i piosenkarzem. Dorastał w okolicach Los Angeles i grał w piłkę nożną w Temple City High School. W 1966 ukończył szkołę średnią, otrzymał stypendium i następnie studiował na Uniwersytecie Południowej Kalifornii. Początkowo zajmował się amatorsko boksem.

### Kariera
Został odkryty przez łowcę talentów i karierę aktorską rozpoczął w roku 1973, występując w horrorze Bernarda L. Kowalskiego Wążżżż z udziałem Dirka Benedicta. Występował w epizodach i głównie w telewizji aż do 1978, kiedy to zaangażowano go do komediodramatu Johna Miliusa Wielka środa (Big Wednesday) obok Jana-Michaela Vincenta i Gary’ego Buseya. W 1983 premierę miał film wojenny Niespotykane męstwo z udziałem Browna, Gene’a Hackmana i Patricka Swayzego.
Najbardziej stał się znany z tytułowej roli w serialu telewizyjnym Kapitan Ameryka (Captain America) i jego pełnometrażowych ekranizacji oraz z filmów akcji Strike Commando i Klatka. Tytułowa rola w przygodowym filmie fantasy Yor, myśliwy z przyszłości (Yor, the Hunter from the Future) przyniosła mu w 1983 nominację do Złotej Maliny w kategorii najgorszy debiut aktorski. Za kreację szeregowego Edwarda J. Leonskiego w kryminalnym dramacie wojennym Śmierć żołnierza (Death of a Soldier, 1986) u boku Jamesa Coburna zdobył nominację do nagrody Australian Film Institute.

## Życie prywatne
8 września 1979 ożenił się z aktorką Cisse Cameron. Zamieszkał wraz z nią w rodzimym Los Angeles. Jest wiceprezesem wytwórni filmowej Sunn Classic Pictures.

## Filmografia

### Filmy fabularne
- 1973: Wążżżż jako Steve Randall
- 1973: Nieprawdopodobna dziewczyna (The Girl Most Likely to...) jako piłkarz
- 1978: Wielka środa (Big Wednesday) jako egzekutor
- 1979: Kapitan Ameryka 2 (Captain America II: Death Too Soon, TV) jako Steve Rogers / Kapitan Ameryka
- 1979: Dwa światy (Hardcore) jako Menedżer
- 1979: Szybka przerwa (Fast Break) jako Sam Newton „Bull”
- 1982: Miecz i czarnoksiężnik (The Sword and the Sorcerer) jako Phillip
- 1983: Yor, myśliwy z przyszłości (Yor, the Hunter from the Future) jako Yor
- 1983: Niespotykane męstwo (Uncommon Valor) jako Blaster
- 1985: Skowyt 2: Twoja siostra jest wilkołakiem (Howling II: Your Sister Is a Werewolf lub Howling II: Stirba – Werewolf Bitch) jako Ben White
- 1986: Śmierć żołnierza (Death of a Soldier) jako żołnierz Edward J. Leonski
- 1987: Strike Commando jako sierżant Michael Ransom
- 1988: Robowar (Robowar − Robot da guerra) jako major Murphy Black
- 1988: Kosmiczna rebelia (Space Mutiny) jako Dave Ryder
- 1989: Klatka (Cage) jako Scott Monroe
- 1990: Ostatni lot do piekła (L'ultimo volo all'inferno) jako Mitch Taylor
- 1991: Lot Intrudera (Flight of the Intruder) jako szef lotnictwa
- 1994: Klatka 2: Arena śmierci (Cage II) jako Scott
- 2012: Night Claws jako szeryf Joe Kelly

### Seriale TV
- 1973: Marcus Welby, M.D. jako Ken Norris
- 1974: Kojak jako człowiek w sklepie meblowym
- 1975: The Six Million Dollar Man jako oficer Atkins
- 1975: Prywatny detektyw Jim Rockford (The Rockford Files) jako ratownik
- 1977: CHiPs jako oficer Brouillette
- 1977: Szczęśliwe dni (Happy Days) jako Rebel E. Lee
- 1979: Kapitan Ameryka (Captain America) jako Steve Rogers / Kapitan Ameryka
- 1980: Fakty życia (The Facts of Life) jako I.D. Checker
- 1981: Statek miłości (The Love Boat) jako Carl Williams
- 1981: Bosom Buddies jako Roger
- 1987: Policjanci z Miami jako Reb Gustafson
- 1995: Herkules (Hercules: The Legendary Journeys) jako Jarton
- 1998: Gracze (Players) jako Todd Van Horn